# Slávka Rude-Porubská
Slavka Rude-Porubska (* 1977 in Nitra, Tschechoslowakei) ist eine Buchwissenschaftlerin und Übersetzerin. Von Januar 2021 bis Juni 2024 war sie Leiterin der Stadtbücherei Dachau, seit Juli 2024 ist sie Regionalleiterin in der Abteilung Stadtteilbibliotheken der Münchner Stadtbibliothek.

## Leben
Nach dem Studium der Germanistik, Journalistik und Slavistik an der Philosoph Konstantin-Universität Nitra in der Slowakei und an der Universität Regensburg arbeitete sie zunächst an der Universität Nitra als Wissenschaftliche Mitarbeiterin. Danach promovierte sie an der Ludwig-Maximilians-Universität München über das Thema „Förderung literarischer Übersetzung in Deutschland. Akteure – Instrumente – Tendenzen“. Nach ihrer Tätigkeit als Wissenschaftliche Mitarbeiterin an der LMU München, bei der sie sich schwerpunktmäßig mit Übersetzungsförderung beschäftigte, arbeitete sie zeitweise für verschiedene Stiftungen. Im Januar 2021 übernahm sie als Nachfolgerin von Steffen Mollnow die Leitung der Stadtbücherei Dachau, im Juli 2024 wechselte sie als Regionalleiterin in die Abteilung Stadtteilbibliotheken der Münchner Stadtbibliothek.
Vor ihrem Wechsel nach München hatte sie bereits zum vierten Mal das Literaturfestival "Dachau liest" 2024 organisiert, zu dem sie die frühere Tennis-Profispielerin Andrea Petkovic, die Graphic Novel-Künstlerin Barbara Yelin, Bestsellerautor Uwe Timm, Bachmann-Preisträgerin Maja Haderlap und Krimiautor Friedrich Ani eingeladen hatte. Außerdem war der Kinderbuchautor Jörg Hilbert zu Gast. Geleitet wurde das Literaturfestival "Dachau liest" 2024 von ihrer Nachfolgerin Angelina Hanke.
Im Oktober 2023 organisierte und leitete sie bereits zum dritten Mal das Literaturfestival „Dachau liest“ mit prominenten Autorinnen und Autoren wie Bestsellerautor Ewald Arenz, dem früheren Bundespräsidenten Joachim Gauck, den beiden Bachmann-Preisträgerinnen Tanja Maljartschuk (Ukraine) und Ana Marwan (Slowenien), Krimiautor Tom Hillenbrand und Kinderbuchautor Marko Simsa. Zu „Dachau liest“ 2022 hatte sie die Bachmann-Preisträgerin Nava Ebrahimi (Iran), Krimiautorin Nicola Förg, Christoph Poschenrieder, Jaroslav Rudiš (Tschechien), Schauspieler Edgar Selge und Kinderbuchautor Jochen Till eingeladen. Bei „Dachau liest“ 2021 waren zuvor Regisseurin und Drehbuchautorin Doris Dörrie, Judith Hermann, Steffen Kopetzky, Kinderbuchautorin Alice Pantermüller, Bachmann-Preisträgerin Helga Schubert sowie Eva Gruberová und Helmut Zeller zu Gast.
Außerdem übersetzte sie mehrere slowakische Autoren ins Deutsche. Bei der Übersetzerwerkstatt „Poesie der Nachbarn“ im Künstlerhaus Edenkoben beteiligte sie sich 2014 als Interlinearübersetzerin. Zuletzt erschien im danube books Verlag auf Deutsch Pavol Rankovs Roman Der Kleine Donaukrieg, einem Roman über einen fiktiven ungarisch-slowakischen Krieg.

## Publikationen

### Als Autorin
- Förderung literarischer Übersetzung in Deutschland. Akteure – Instrumente – Tendenzen (= Reihe Buchwissenschaftliche Beiträge. Band 85). Verlag Harrassowitz, Wiesbaden 2014, ISBN 978-3-447-10049-6 (zugl. Dissertation an der LMU München, 2011).
- mit Brigitte Rath (Hrsg.): Vom Verreisen in Versen. Zwölf Gedichte aus zwölf Sprachen. Original – Übersetzung – Kommentar. Leipziger Literaturverlag, Leipzig 2013, ISBN 978-3-86660-157-4.
- mit Katarina Psicová: Nemčina maturita vyššia úroveň (úroveň B2). 2. doplnené vydanie. Enigma Publishing, Nitra 2013, ISBN 978-80-8133-019-3
- mit Katarina Psicová und Tomas Černý: Němčina maturita vyšší úroveň. Enigma Publishing, Nitra 2010, ISBN 978-80-89132-94-2
- mit Katarina Psicová: Nemčina cvičebnica. Pomôcka pre maturantov a uchádzačov o štúdium na vysokých školách. Enigma vydavateľstvo, Nitra 2006, ISBN 80-89132-20-0
- mit Katarina Psicová: Nemčina cvičebnica. Enigma vydavateľstvo, Nitra 2005, ISBN 80-89132-20-0

### Übersetzungen
- Pavol Rankov: Der kleine Donaukrieg. Aus dem Slowakischen von Slávka Rude-Porubska. Danube books, Ulm 2022, ISBN 978-3-946046-31-8.
- Michael Donhauser: Brečtan. Übersetzt von Rudolf Jurolek und Slávka Rude-Porubská (= edícia poézia). (Original: Schönste Lieder). Vydavateľstvo Skalná ruža, Kordíky 2018, ISBN 978-80-89816-15-6.
- Mila Haugová: Langsame Bogenschützin. Aus dem Slowakischen von Slávka Rude-Porubska. Danube books, Ulm 2017, ISBN 978-3-946046-09-7.
- Hans Thill (Hrsg.): Lob des Wildtiers im Winter. Gedichte aus der Slowakei. Übersetzt nach Interlinearversionen von Slávka Rude-Porubská. Verlag Das Wunderhorn, Heidelberg 2015, ISBN 978-3-88423-495-2.
- Mila Haugová: Körperarchive. Ausgewählte Gedichte. Aus dem Slowakischen von Slávka Porubska (= edition neue lyrik. Band 17). Edition Erata, Leipzig 2006, ISBN 3-86660-018-6.
- Mila Haugová: Orphea oder Der Winterpass. Aus dem Slowakischen von Slávka Porubská. In: Peter Gehrisch/Axel Helbig (Hrsg.): Orpheus versammelt die Geister. Stimmen aus der Mitte Europas. Sonderpublikation von Ostragehege. Zeitschrift für Literatur und Kunst. Edition Literarische Arena, Dresden 2006, S. 32–34. ISSN 0947-1286
- Iso Baumer: O bohoch a ľuďoch. Mnísi z Tibhirine – alžírski svedkovia viery. Übersetzt nach dem deutschen Original von Slávka Rude-Porubská. (Original: Die Mönche von Tibhirine: Die algerischen Glaubenszeugen – Hintergründe und Hoffnungen). Karmelitánske nakladateľstvo, Bratislava 2012, ISBN 978-80-8135-015-3.

## Belege
1. ↑  Süddeutsche Zeitung: Neue Leitung: Traum und Trauma, 15. Januar 2021
2. ↑  Münchner Merkur: Slávka Rude-Porubská, die neue Leiterin der Stadtbücherei Dachau: „Erste Amtshandlung – ich schließe die Bibliothek“, 18. Januar 2021
3. ↑  Süddeutsche Zeitung: „Ich wollte niemals nur servieren“, 19. Juni 2024, abgerufen am 23. Juni 2024
4. ↑  Slávka Rude-Porubská. l-lv.de, abgerufen am 3. Dezember 2023.
5. ↑  Slávka Rude-Porubská. prolit.uni-muenchen.de, abgerufen am 3. Dezember 2023.
6. ↑  Slávka Rude-Porubská: „Und der Preis geht an ...“ Eine systematische Betrachtung der Übersetzerpreislandschaft in Deutschland. In: Norbert Bachleitner/Michaela Wolf (Hrsg.): Streifzüge im translatorischen Feld. Zur Soziologie der literarischen Übersetzung im deutschsprachigen Raum. (= Representation – Transformation 5) LIT Verlag, Wien/Berlin 2010, S. 127–158.
7. ↑  Slávka Rude-Porubská: Who Chooses Literature for Translation? Translation Subsidies in Germany. In: Primerjalna književnost 33.2 (2010), S. 273–285.
8. ↑  Slávka Rude-Porubská: Judging (Translated) Literature: Consecration and Literary Translation in Germany. In: Brigitte Rath/Stephan Schukowski (Hrsg.): Resisting Texts. Exploring Positions in a Complex Relationsship. (= Fiction and Reality 1) Martin Meidenbauer Verlag, München 2011, S. 145–164.
9. ↑  Slávka Rude-Porubská: Bestseller in/ohne Übersetzung? Zum Phänomen fremdsprachiger Belletristik im Original auf dem deutschen Buchmarkt. In: Kodex. Jahrbuch der Internationalen Buchwissenschaftlichen Gesellschaft 2 (2012), S. 71–89.
10. ↑  Slávka Rude-Porubská: (Un-)Sichtbar in der Förderung? Übersetzerinnen im Literaturbetrieb und in der Übersetzerförderung. In: Brigitte E. Jirku/Marion Schulz (Hrsg.): Fiktionen und Realitäten. Schriftstellerinnen im deutschsprachigen Literaturbetrieb. (= Inter Lit 14) Verlag Peter Lang, Frankfurt am Main 2013, S. 261–279.
11. ↑  Süddeutsche Zeitung: Prinzessinnen am Kleistereimer, 27. September 2024, abgerufen am 13. Oktober 2024.
12. ↑  Süddeutsche Zeitung: Ein Abend wie ein perfektes Ass, 8. Oktober 2024, abgerufen am 13. Oktober 2024.
13. ↑  Dachauer Nachrichten: „Zeit, sich aus dem Stab zu machen“: Ex-Tennis-Profi Andrea Petkovic stellt ihr Buch beim Literaturfestival in Dachau vor, 9. Oktober 2024, abgerufen am 13. Oktober 2024.
14. ↑  Süddeutsche Zeitung: Manchmal sieht Emmie lieber fern, 9. Oktober 2024, abgerufen am 13. Oktober 2024.
15. ↑  Süddeutsche Zeitung: Die Verwandlung, 11. Oktober 2024, abgerufen am 13. Oktober 2024.
16. ↑  Süddeutsche Zeitung: „Perfekte Sätze sagen wenig aus“, 13. Oktober 2024, abgerufen am 13. Oktober 2024.
17. ↑  Süddeutsche Zeitung: „Die Würde des Wortes ist unantastbar“, 14. Oktober 2024, abgerufen am 16. Oktober 2024.
18. ↑  Süddeutsche Zeitung: „Wir trinken Tee und tanzen durch den Tag“, 11. Oktober 2024, abgerufen am 13. Oktober 2024.
19. ↑  Münchner Merkur: Ex-Bundespräsident Joachim Gauck beeindruckt im Thomahaus mit Humor und Analysen, 9. Oktober 2023, abgerufen am 18. Dezember 2023.
20. ↑  Süddeutsche Zeitung: "Die Literatur schweigt, wenn Panzer sprechen", 6. Oktober 2023, abgerufen am 18. Dezember 2023.
21. ↑  Süddeutsche Zeitung: Von der schwierigen Metamorphose des Erwachsenwerdens, 5. Oktober 2023, abgerufen am 18. Dezember 2023.
22. ↑  Süddeutsche Zeitung: "Dachau liest": Joachim Gauck spricht über die Gefahren für die Demokratie, 18. August 2023
23. ↑  Literaturportal Bayern: "Mehr als 1000 Besucher*innen": Dachau liest 2023: Stadtbücherei zieht Bilanz, 13. Oktober 2023, abgerufen am 18. Dezember 2023.
24. ↑  Süddeutsche Zeitung: "Spannender Einblick in eine fremde Welt", 9. Oktober 2022, abgerufen am 4. Februar 2024.
25. ↑  Süddeutsche Zeitung: "Zum Start ein Mordfall", 6. Oktober 2022, abgerufen am 4. Februar 2024.
26. ↑  Süddeutsche Zeitung: "Verspätungen sind "geschenkte Bahnzeit"", 9. Oktober 2022, abgerufen am 4. Februar 2024.
27. ↑  Süddeutsche Zeitung: "Zuhören als schöpferischer Akt", 10. Oktober 2022, abgerufen am 4. Februar 2024.
28. ↑  Münchner Merkur: "„Dachau liest“ wird zum großen Erfolg", 13. Oktober 2021, abgerufen am 4. Februar 2024.
29. ↑  Süddeutsche Zeitung: "Wenn bei einer Lesung 20 Minuten lang Stille herrscht", 6. Oktober 2021, abgerufen am 4. Februar 2024.
30. ↑  Süddeutsche Zeitung: ""Was ich mache, ist Keltern"", 11. Oktober 2021, abgerufen am 4. Februar 2024.
31. ↑  Die Rheinpfalz: Vom Alltag bis zum Albtraum. Abschlusslesung zur Übersetzerwerkstatt "Poesie der Nachbarn: Slowakei" im Künstlerhaus Edenkoben - Lyriker aus der Slowakei zu Gast, 3. Juli 2014
32. ↑  Slávka Rude-Porubská: „Das Lob des Wildtiers im Winter.“ Zur gegenwärtigen slowakischen Lyrik. In: Hans Thill (Hrsg.): Lob des Wildtiers im Winter. Gedichte aus der Slowakei (= Poesie der Nachbarn. Band 27). Wunderhorn, Heidelberg 2015, S. 149–165.
33. ↑  Absurde Raserei: „Der Kleine Donaukrieg“ von Pavol Rankov, Rezension in SWR 2 vom 4. Februar 2023, abgerufen am 4. Dezember 2023.
34. ↑  Der slowakische Schriftsteller Pavol Rankov bei der Frankfurter Buchmesse, Radio Slovakia International vom 16. November 2023, abgerufen am 4. Februar 2024.
35. ↑  Die Slowakei auf der internationalen Leipziger Buchmesse. Abgerufen am 27. März 2024.

| Personendaten    | Personendaten                          |
| ---------------- | -------------------------------------- |
| NAME             | Rude-Porubská, Slávka                  |
| ALTERNATIVNAMEN  | Rude-Porubska, Slavka                  |
| KURZBESCHREIBUNG | Buchwissenschaftlerin und Übersetzerin |
| GEBURTSDATUM     | 1977                                   |
| GEBURTSORT       | Nitra                                  |